# Miltochrista obscura
Miltochrista obscura är en fjärilsart som beskrevs av Semper 1899. Miltochrista obscura ingår i släktet Miltochrista och familjen björnspinnare. Inga underarter finns listade i Catalogue of Life.